# آکیورا تی‌ال

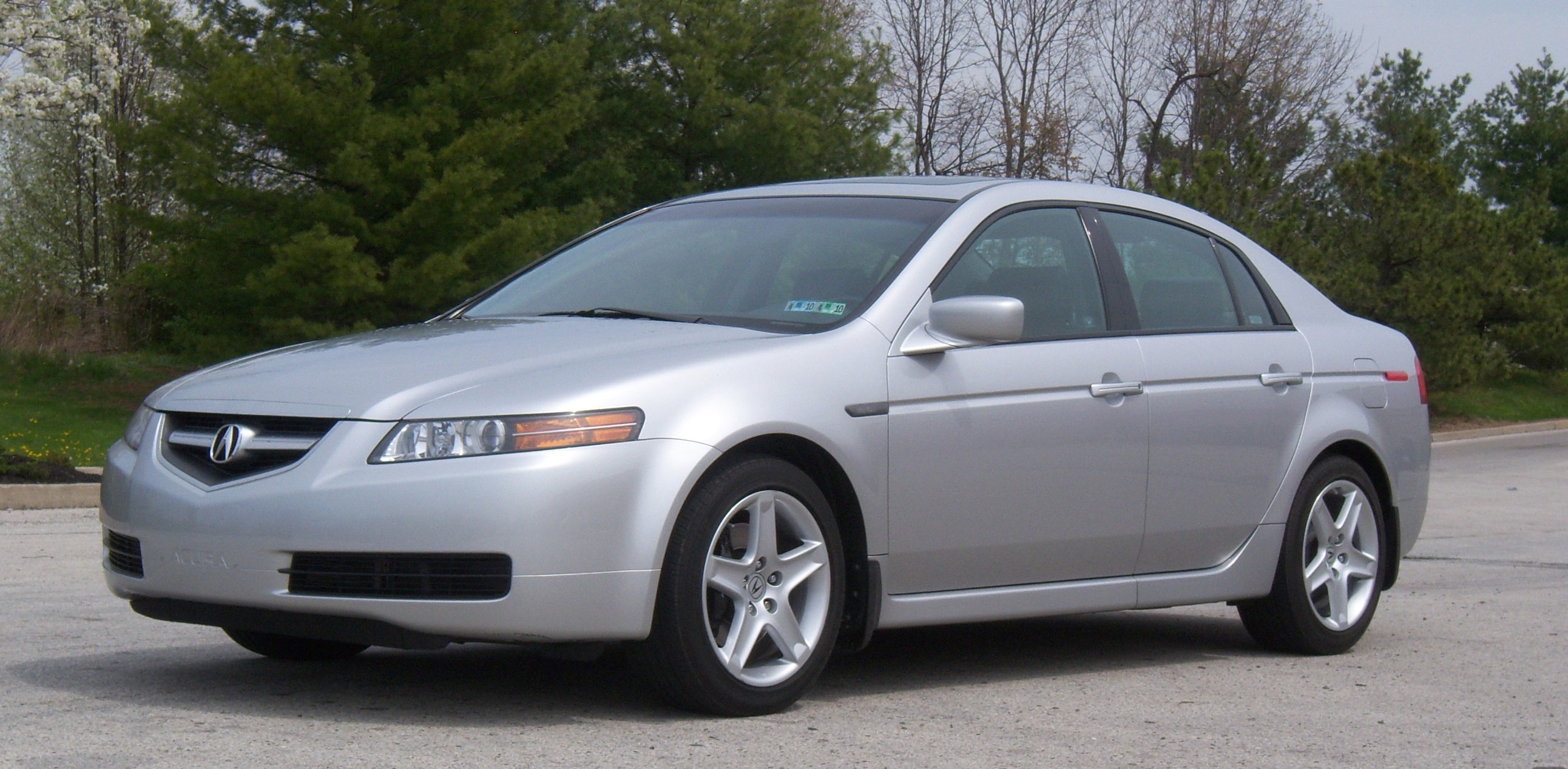

آکیورا تی‌ال (Acura TL) خودرویی است که از سال ۱۹۹۶–کنون تولید شده‌است.

## نگارخانه

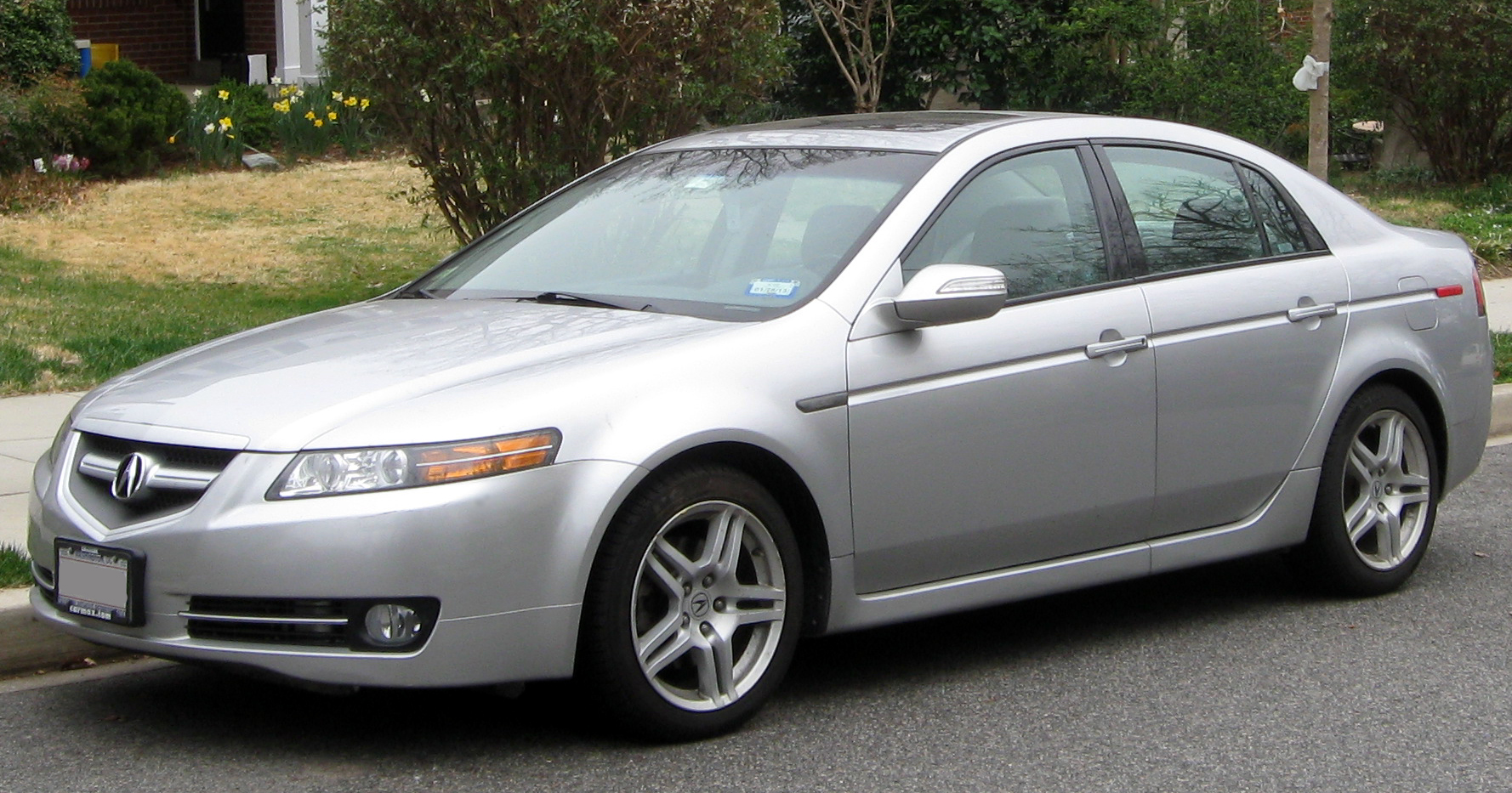
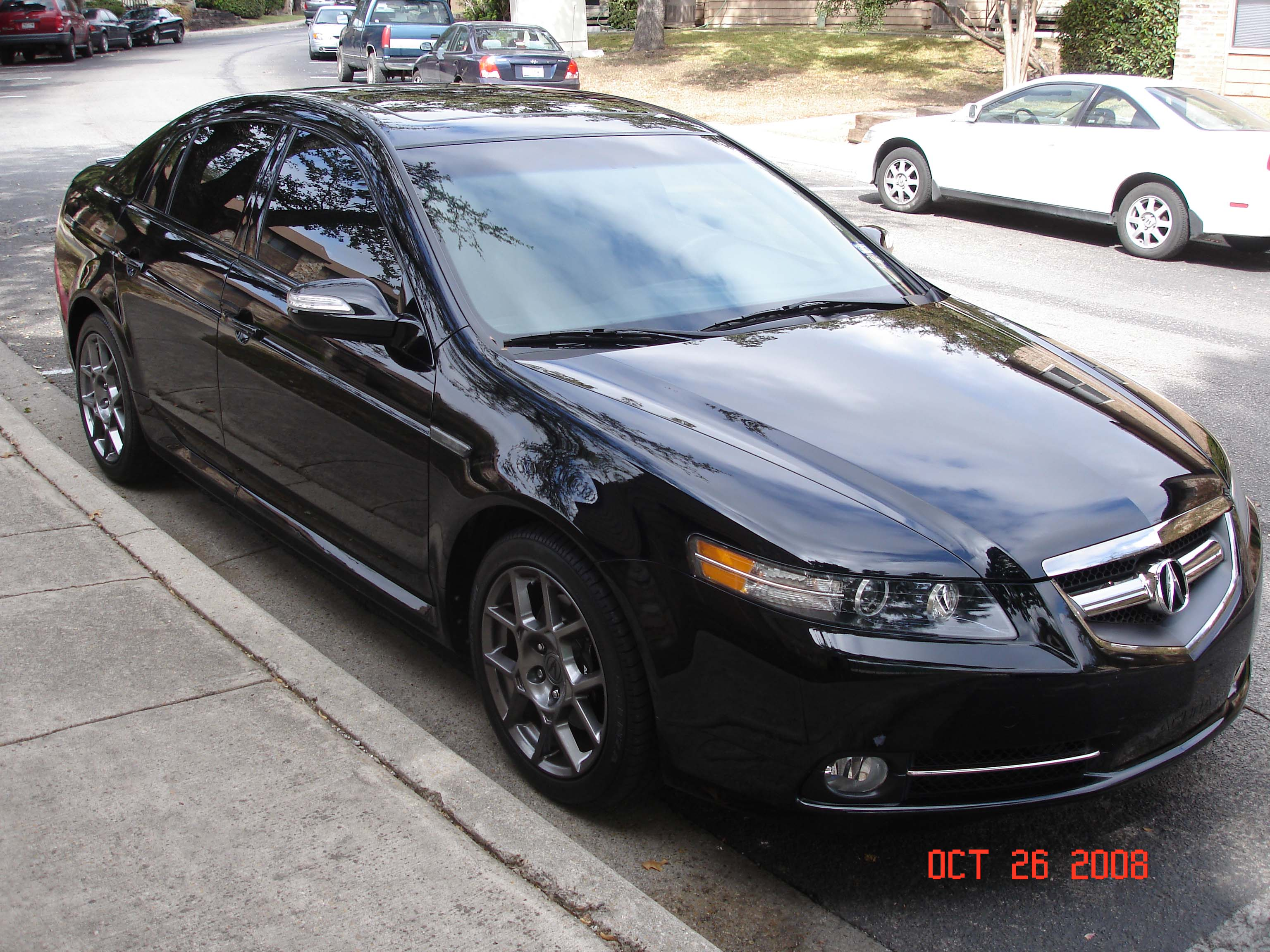
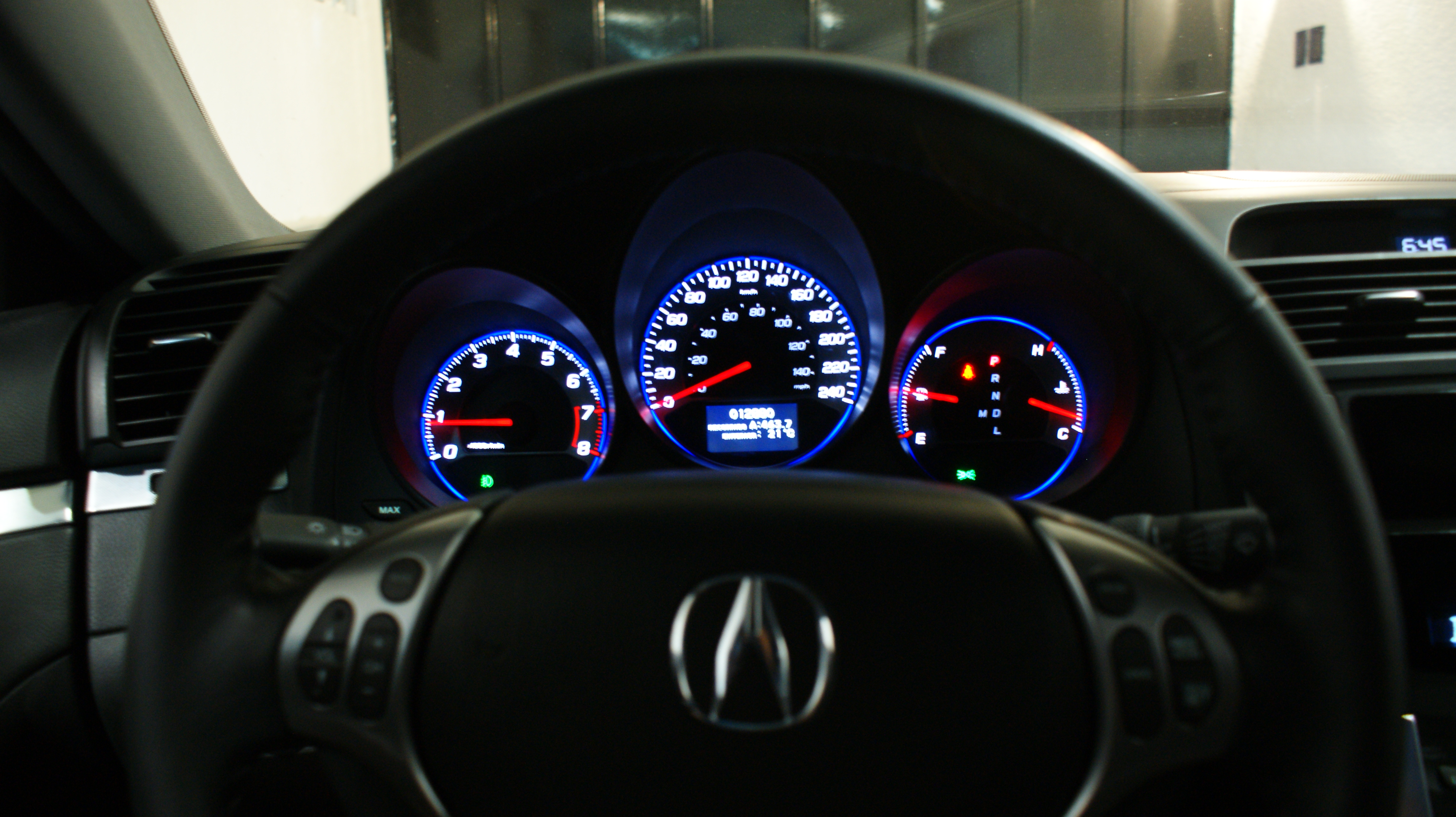